# Divadlo krutosti (povídka)
Divadlo krutosti (angl. Theatre of Cruelty) je fantasy povídka Terryho Pratchetta, jejíž děj je umístěn do fiktivního světa Zeměplochy.

## Obsah
Policisté Noční hlídky Tračník, Nóblhoch a Karotka ohledávají tělo neznámého zavražděného člověka. Jednou z verzí je, že byl zabit věncem buřtů. Zabitým se posléze ukáže být Chas Šlofík, majitel společnosti Dětská představení. Loupežnou vraždu velitel Noční hlídky zamítne, neboť zabitý má v kapse 11 tolarů ve velmi drobných mincích. Nalezením svědků je pověřen desátník Karotka.
Karotka je policista známý svou jednoduchostí (je jednoduchý stejně jako tasený meč). Proto se vydá za svědkem nejpovolanějším. Počká u umírajícího a vyslechne Smrtě. Smrť to sice považuje od Karotky za poněkud nesportovní, ale poté vypoví, že Šlofíka nikdo nezabil.
Protože měl ale Šlofík plné kapsy drobných mincí, rozhodne se Karotka vyslechnout děti (neboť to jsou jediní, kdo platí tak drobnými mincemi). Po jejich vyslechnutí se Karotka vrátí do parku a vyzve skřítky, aby se objevili. Ukáže se, že Šlofík vykořisťoval skupinu skřítků - pouličních herců. Nutil je pro zábavu dětí mlátit se po hlavě. Když se skřítci rozhodli, že mu utečou, pronásledoval je, ale udusil se měničkou hlasu (koženým kroužkem umístěným v krku).

## Zajímavosti
Povídka vyšla v českém překladu ve sbírkách Divodějní a Divadlo krutosti.